# Virklund Sogn
Virklund Sogn er et sogn i Silkeborg Provsti (Århus Stift).
Virklund Sogn blev i 1984 udskilt fra Them Sogn, som i 1800-tallet var et selvstændigt pastorat og hørte til Vrads Herred i Skanderborg Amt. Them sognekommune blev ved kommunalreformen i 1970 kernen i Them Kommune, der ved strukturreformen i 2007 indgik i Silkeborg Kommune.
I Virklund Sogn ligger Virklund Kirke fra 1994.
I sognet findes følgende autoriserede stednavne:
- Brassø (vandareal)
- Ellesø (bebyggelse)
- Flagstangen (areal)
- Frederik den Syvendes Høj (areal)
- Frederikkehøj (areal)
- Marienlyst (bebyggelse)
- Thorsø (vandareal)
- Vesterskov (areal)
- Virklund (bebyggelse, ejerlav)
- Voldby (bebyggelse)